# Никола Рясков
Никола Марков Рясков е български военен деец, генерал-майор, известен като създател на българската артилерия.

## Биография
Никола Рясков роден на 6 декември 1856 г. в Габрово. През 1875 г. учителства в Класното училище в Дряново. През Априлското въстание е четник в четата на Поп Харитон и Бачо Киро и участва в боевете при Дряновския манастир. След избухването на Руско-турската война (1877 – 1878) се записва доброволец във 2-ра рота на 10-а опълченска дружина, произведен е в чин редник и се сражава с башибозушките орди в района на Малък Бедек. През 1878 е произведен в чин унтерофицер.
След освобождението постъпва във Военното училище в София, на 3 февруари 1879 е произведен в чин портупей-юнкер, а на 10 май 1879 – прапоршчик. През 1879 г. завършва в първия випуск на Военното училище, на 1 ноември е произведен в чин подпоручик и зачислен в 3-та пехотна батарея. На 30 август 1882 г. е произведен в чин поручик. През 1883 г. завършва артилерийска стрелкова школа в Русия, а през 1885 г. Николаевската генералщабна академия в Санкт-Петербург, Русия. На 30 август 1885 г. е произведен в чин капитан.

### Сръбско-българска война (1885)
През Сръбско-българската война (1885) е командир на 6-а батарея на 2-ри артилерийски полк и взема участие в боевете при боевете за Пирот. На 5 март 1886 година съгласно Височайши приказ по Българската армия № 33 от 29 ноември 1885 година капитан Рясков е награден с Княжеский орден „Свети Александър“ V степен с мечове.
След войната е командир на 2-ри артилерийски полк в Шумен през 1886 г. Участва в подготовката на русофилските бунтове в Силистра и Русе през 1887 г. На 13 август 1887 г. е произведен в чин майор и назначен за командир на 4-ти артилерийски полк, a през 1892 е произведен в чин подполковник
През 1894 г. е началник на крепостната артилерия, а от през 1896 г. е произведен в чин полковник и назначен за началник на крепостната артилерия и Инспектор на въоръжението. В периода 12 май 1905 до 1910 е Инспектор на артилерията, като на 18 май 1905 г. е произведен в чин генерал-майор. По негова заповед се открива артилерийски курс, през който преминават всички командири на батареи, артилерийски отделения и полкове за запознаване с новите скорострелни оръдия.
По време на военната си кариера служи помощник-адютант в артилерийското управление.
Генерал-майор Никола Рясков умира на 2 август 1917 г. в София.

## Военни звания
- Прапоршчик (10 май 1879)
- Подпоручик (1 ноември 1879, преименуван)
- Поручик (30 август 1882)
- Капитан (30 август 1885)
- Майор (13 август 1887)
- Подполковник (1892)
- Полковник (1896)
- Генерал-майор (18 май 1905)

## Награди
- Сребърен войнишки кръст „За храброст“
- Княжески орден „Св. Александър“ V степен с мечове (5 март 1886)
- Княжески орден „Св. Александър“ IV степен
- Княжески орден „Св. Александър“ III степен
- Орден „За заслуга“ III степен
- Народен орден „За военна заслуга“ II степен (1907)